# Diego Méndez de Segura
Diego Méndez de Segura (Zamora, 1475 – Valladolid, 1536) è stato un esploratore spagnolo.

## Biografia
Nacque, probabilmente a Zamora, nel 1475. Sostenitore della principessa Giovanna di Castiglia, andò in esilio in Portogallo dopo la guerra di successione castigliana. La madre di Diego morì quando era bambino. Diego fu educato a casa del conte di Penamacor, nel sud del Portogallo, con il quale compì numerosi viaggi attraverso Francia, Inghilterra, Fiandre, Norvegia e Danimarca. Tra il 1492 e il 1494 fu a Barcellona, poi al servizio di Cristoforo Colombo.
Fu uno dei protagonisti del quarto viaggio di Cristoforo Colombo nel quale riuscì, a bordo di una canoa, a raggiungere avventurosamente l'isola di Hispaniola e ad organizzare i soccorsi per salvare Colombo e tutto l'equipaggio naufragato sull'isola di Giamaica. Il suo testamento è considerato una delle fonti primarie dell'ultimo viaggio dell'Ammiraglio genovese, insieme alla testimonianza diretta dell'esploratore genovese, Bartolomeo Freschi, poi trascritta da Fernando Colombo.